# Persone di nome Antonio/Militari
| Questa pagina contiene informazioni ricavate automaticamente dalle voci biografiche con l'ausilio del template Bio e di un bot. L'aggiornamento è periodico e automatico e ricostruisce completamente la pagina. Se manca una persona in questa lista, sei pregato di non aggiungerla, ma accertati piuttosto che la sua voce biografica contenga il template Bio e che i dati anagrafici siano correttamente compilati. Se il template Bio manca, inseriscilo tu stesso o, in alternativa, metti l'avviso {{tmp\|Bio}} che ne segnala la mancanza. Se i dati riportati sono sbagliati, correggi direttamente la voce biografica; le modifiche saranno visibili in questa lista entro pochi giorni. Per chiarimenti vedi il progetto antroponimi. La lista contiene solo le 104 persone che sono citate nell'enciclopedia e per le quali è stato implementato correttamente il template Bio. Pagina aggiornata al 22 lug 2025. |

Questa è una lista di persone presenti nell'enciclopedia che hanno il nome Antonio e sono militari.

## A(4)
- Antonio Alonzo, militare italiano (Rio Marina, n. 1910 - Bialà, † 1937)
- Antonio José Amar y Borbón, ufficiale spagnolo (Saragozza, n. 1742 - Saragozza, † 1826)
- Antonio Andriolo, militare italiano (Bassano del Grappa, n. 1914 - El Alamein, † 1942)
- Antonio Ayroldi, ufficiale e partigiano italiano (Ostuni, n. 1906 - Roma, † 1944)

## B(11)
- Antonio Barone, militare italiano (Gioia Tauro, n. 1887 - Gioia Tauro, † 1909)
- Antonio Beffa Negrini, militare italiano (Asola, n. 1782 - Travagliato, † 1839)
- Antonio Blasi, militare italiano (Velletri, n. 1646 - Velletri, † 1732)
- Antonio Bonsignore, militare e carabiniere italiano (Agrigento, n. 1896 - Gunu Gadu, † 1936)
- Antonio Borzacchelli, militare e politico italiano (Giugliano in Campania, n. 1961)
- Antonio Bossonetto, militare e medico italiano (Aosta, n. 1911 - Tortosa, † 1938)
- Antonio Brancati, militare italiano (Gallina, n. 1907 - Burca Hobu Lencia, † 1937)
- Antonio Broussard, militare italiano (Mongiana, n. 1920 - Tirana, † 1940)
- Antonio María de Bucareli y Ursúa, ufficiale spagnolo (Siviglia, n. 1717 - Città del Messico, † 1779)
- Antonio Busca, militare italiano (Milano, n. 1767 - Milano, † 1834)
- Antonio Domingo Bussi, militare e politico argentino (Victoria, n. 1926 - San Miguel de Tucumán, † 2011)

## C(18)
- Comandante Alfa, ex militare e saggista italiano (Castelvetrano, n. 1951)
- Antonio Calderoni, militare italiano (Lugo di Romagna, n. 1888 - Monte Lemerle, † 1916)
- Antonio Calegari, militare, scrittore e marittimo italiano (Milano, n. 1898 - Milano, † 1956)
- Antonio Callea, militare italiano (Favara, n. 1894 - Pont de Molins, † 1939)
- Antonio Cambriglia, militare italiano (Calvello, n. 1920 - † 1944)
- Antonio Canepa, militare, politico e politologo italiano (Palermo, n. 1908 - Randazzo, † 1945)
- Antonio Carafa, militare italiano († 1588)
- Antonio Cavalleri, militare italiano (Dronero, n. 1911 - Africa Orientale Italiana, † 1941)
- Antonio Cavarzerani, militare italiano (Udine, n. 1914 - Quota 1143 di M. Golico, † 1941)
- Antonio Chiodi, militare e aviatore italiano (Udine, n. 1907 - Cieli di Malta, † 1940)
- Antonio Chiri, militare e aviatore italiano (Locana, n. 1894 - Torino, † 1971)
- Antonio Ciamarra, militare italiano (Napoli, n. 1891 - Roma, † 1967)
- Antonio Cianciullo, militare italiano (Napoli, n. 1913 - Cefalonia, † 1943)
- Antonio Cicirello, militare italiano (Callao, n. 1911 - Uork Amba, † 1936)
- Antonio Coloma y Saa, militare spagnolo (Valladolid, n. 1555 - Palermo, † 1619)
- Antonio Colombano, militare italiano (Calangianus, n. 1833 - Calangianus, † 1905)
- Antonio Cominotti, militare e aviatore italiano (Brescia, n. 1893 - Epernay, † 1918)
- Antonio Cárdenas Rodríguez, militare e aviatore messicano (General Cepeda, n. 1903 - Messico, † 1969)

## D(8)
- Antonio D'Agostino, militare italiano (Collarmele, n. 1913 - Amba Alagi, † 1941)
- Antonio da Scandiano, militare italiano (n. 1366 - Mantova, † 1391)
- Antonio Daniele, militare italiano (Cerva, n. 1910 - Sadé, † 1936)
- Antonio Di Napoli, militare italiano (Roma, n. 1913 - Qifarishtes, † 1940)
- Antonio Dimitri, militare italiano (Castellammare di Stabia, n. 1967 - Francavilla Fontana, † 2000)
- Antonio Raffaello Doria, militare italiano (Crotone, n. 1766 - Napoli, † 1799)
- Antonio Drammis dei Drammis, militare e aviatore italiano (Brescia, n. 1895 - Lechemti, † 1936)
- Antonio Alfieri d'Evandro, militare e politico italiano (n. 1832 - Napoli, † 1865)

## F(7)
- Antonio Farinatti, militare italiano (Migliaro, n. 1905 - Parenzo, † 1943)
- Antonio Fazzini, militare italiano (Teramo, n. 1926 - Mozzano, † 1968)
- Antonio Floris, militare italiano (Oschiri, n. 1914 - Mezaleon, † 1938)
- Antonio Fois, militare italiano (Borore, n. 1953 - Ventimiglia, † 1971)
- Antonio Fonda Savio, militare, partigiano e imprenditore italiano (Trieste, n. 1895 - Trieste, † 1973)
- Antonio Forni, militare italiano (Palermo, n. 1806 - Palermo, † 1880)
- Antonio Fortunato, militare italiano (Lagonegro, n. 1974 - Kabul, † 2009)

## G(7)
- Antonio Galardo, militare e prefetto italiano (San Paolo, n. 1897 - Roma, † 1951)
- Antonio Francesco Paolo Gilberto, militare italiano (Enna, n. 1963)
- Antonio Gioppi, militare italiano (Sermide, n. 1863 - Schio, † 1916)
- Antonio González de Balcarce, militare e politico argentino (Buenos Aires, n. 1774 - Buenos Aires, † 1819)
- Antonio Gorini, militare e calciatore italiano (Varese, n. 1896 - Nervesa della Battaglia, † 1918)
- Antonio Grassi, militare italiano (Padova, n. 1897 - Baranco Tejerie, † 1938)
- Antonio Grego, militare italiano (Trieste, n. 1888 - † 1917)

## I(1)
- Antonio Iannotta, militare e partigiano italiano (Pignataro Maggiore, n. 1907 - Roma, † 1958)

## L(4)
- Antonio Larsimont Pergameni, militare e aviatore italiano (Villa d'Almè, n. 1912 - Sidi El Barrani, † 1942)
- Antonio da Lezze, militare e politico italiano (Venezia, n. 1425)
- Antonio Lo Schiavo, militare italiano (Santa Teresa di Riva, n. 1916 - Pomigliano d'Arco, † 1943)
- Antonio Lorusso, militare italiano (Andria, n. 1906 - Taranto, † 1938)

## M(15)
- Antonio Mamone, militare italiano (Isola di Capo Rizzuto, n. 1933 - Kindu, † 1961)
- Antonio Manrique de Lara, militare spagnolo (Navarrete, † 1535)
- Antonio Marceglia, militare italiano (Pirano, n. 1915 - Venezia, † 1992)
- Antonio Marciello, militare italiano (Rionero in Vulture, n. 1969)
- Antonio II Martinengo di Padernello, militare italiano (Brescia, n. 1494 - Brescia, † 1528)
- Antonio Meli Lupi di Soragna, ufficiale e diplomatico italiano (Milano, n. 1885 - Vigatto, † 1971)
- Antonio Mendolicchio, militare italiano (Foggia, n. 1915 - Campagna italiana di Grecia, † 1941)
- Antonio Meneghetti, militare e compositore italiano (Ancona, n. 1890 - Calvisano, † 1973)
- Antonio Milani, militare e marinaio italiano (Lodi, n. 1895 - Verona, † 1982)
- Antonio Miotto, militare e aviatore italiano (Malo, n. 1911 - Valenzuela, † 1939)
- Antonio Mizzoni, militare italiano (Veroli, n. 1919)
- Antonio Monaco, militare italiano (Cosenza - Delvinaki, † 1940)
- Antonio Enrico Monteleone, militare italiano (Palermo, n. 1951 - Isola delle Femmine, † 1985)
- Antonio Mosto, militare italiano (Genova, n. 1824 - Genova, † 1880)
- Antonio Muolo, militare italiano (Monopoli, n. 1950 - Fiumicino, † 1971)

## N(1)
- Antonio Nuzzo, militare italiano (Ruggiano Salve, n. 1910 - Raspanera, † 1937)

## O(2)
- Antonio de Olaguer y Feliú, militare e politico spagnolo (Villafranca del Bierzo, n. 1742 - Madrid, † 1813)
- Antonio Gastone d'Orléans-Braganza, militare e aviatore brasiliano (Parigi, n. 1881 - Edmonton, † 1918)

## P(5)
- Antonio Panella, militare italiano (Reggio Calabria, n. 1895 - Veliki Hrib, † 1917)
- Antonio Paolillo, militare italiano (Cerignola, n. 1915 - Albania, † 1941)
- Antonio Piccolomini d'Aragona, militare e politico italiano (Sarteano, n. 1435 - Capestrano, † 1492)
- Antonio Maria Pico della Mirandola, militare italiano (Mirandola - Roma, † 1501)
- Antonio Purificato, militare italiano (Tropea, n. 1910 - Amber Bisir, † 1937)

## Q(1)
- Antonio Quiroga, militare spagnolo (Betanzos, n. 1784 - Madrid, † 1841)

## R(2)
- Antonio Reali, ufficiale e aviatore italiano (Ozegna, n. 1891 - Fano, † 1975)
- Antonio Ricardos, militare spagnolo (Barbastro, n. 1727 - Madrid, † 1794)

## S(6)
- Antonio Santangelo Fulci, militare italiano (Catania, n. 1922 - Solarino, † 1943)
- Antonio Schivardi, militare e partigiano italiano (Ronco di Corteno, n. 1910 - Santicolo, † 1944)
- Antonio Sciorilli, militare italiano (Sant'Eusanio del Sangro, n. 1916 - Sant'Eusanio del Sangro, † 1994)
- Antonio Sertoli, militare italiano (Sondrio, n. 1894 - Monte Nero, † 1916)
- Antonio Sogliuzzo, militare e marinaio italiano (Cagliari, n. 1845 - New York, † 1927)
- Antonio Sottile, militare italiano (Alife, n. 1971 - Strada statale 379, † 2000)

## T(6)
- Antonio Tejero Molina, ex militare e criminale spagnolo (Alhaurín el Grande, n. 1932)
- Antonio Telesca, militare italiano (Matera, n. 1894 - Monte San Michele, † 1916)
- Antonio Tolentino, ex militare italiano (Santa Maria Capua Vetere, n. 1978)
- Antonio Tonduti de l'Escarène, militare e politico italiano (Nizza, n. 1771 - Grasse, † 1856)
- Antonio Teodoro Trivulzio, militare e nobile italiano (n. 1649 - Milano, † 1678)
- Antonio Trua, militare italiano (Soriano nel Cimino, n. 1880 - Poggio Curegno, † 1916)

## V(3)
- Antonio Valgoi, militare italiano (Vallecrosia, n. 1907 - Argostoli, † 1943)
- Antonio Van Halen, militare e politico spagnolo (San Fernando, n. 1792 - Madrid, † 1858)
- Antonio Vukasina, militare italiano (Zara, n. 1920 - Dalmazia, † 1942)

## Z(3)
- Antonio Zacco, militare italiano (Padova, n. 1654 - Padova, † 1723)
- Antonio Zara, militare italiano (San Felice del Molise, n. 1953 - Fiumicino, † 1973)
- Antonio Zotti, militare e marinaio italiano (Lussinpiccolo, n. 1880 - Mare Mediterraneo, † 1942)